# Palou (l'Esquirol)
Palou és una masia de l'Esquirol (Osona) inclosa a l'Inventari del Patrimoni Arquitectònic de Catalunya.

## Descripció
Masia de planta quadrada (13 x 13), coberta a dues vessants i amb el carener paral·lel a la façana situada a ponent. Consta de planta baixa i dos pisos. Totes les obertures de l'edifici tenen els emmarcaments d'estuc. Presenta a la planta un portal d'arc escarser amb la dovella central datada (1907), i dues finestres laterals amb forjat. Al primer pis hi ha tres balcons amb peanya i barana de ferro i al segon un balcó central i dues finestres laterals. La façana Nord presenta un portal al sector Est amb llinda de roure i dues finestretes a la planta. Al primer pis hi ha quatre finestres i al segon quatre més. La façana Est presenta un cos adossat al sector Nord utilitzat també com a habitatge i a migdia una terrassa a la planta baixa, tres finestres al primer pis i tres més al segon. La façana sud presenta sis espieres a la planta baixa, una doble balconada amb dues finestres laterals i dos balcons més als extrems del primer pis i al segon, una porxada amb sis arcs, els laterals tapiats i en funció d'habitacions i els centrals més grans en funció de porxo obert.

## Història
En documents del segle xiii s'esmenta un Palou o Palau, no sabem si es tracta d'un altre mas o si en aquest mateix lloc existí un Palou anterior a l'actual.